# Эстер (тайфун, 1952)
Тайфун Эстер (Хестер) — тропический циклон по максимальной пятой категории, наблюдавшийся в сезоне 1952 года в бассейне Маршалловых островов. Скорость ветра достигала 295 км/ч, а генерируемая высота волн — 9,1 м.

## Метеорологическая история

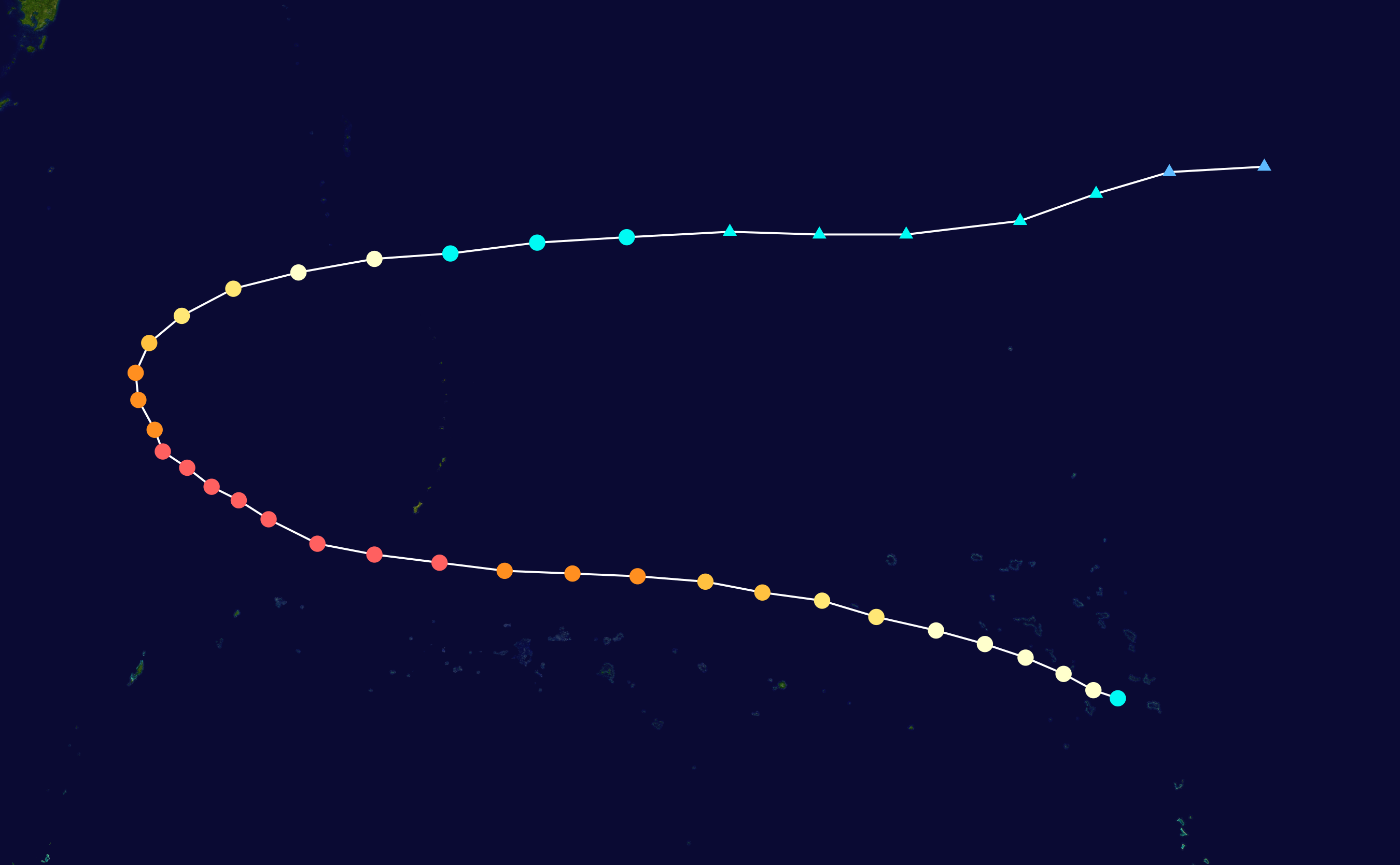
Трасса и интенсивность шторма по шкале Саффира — Симпсона

Это был двадцатый тайфун сезона. Он был отслежен Объединённым центром предупреждения о тайфунах (JTWC) и Японским метеорологическим агентством (JMA) в 18:00 (UTC) 27 декабря возле Маршалловых островов к юго-востоку от Маджуро и зарегистрирован под названием «Тропический шторм 27 декабря». Шторм имел скорость ветра 100 км/ч. Агентство JMA обнаружило шторм к югу от острова Эбейя как тропическую депрессию с поверхностным давлением в 1000 гектопаскалей (30 дюймов рт. ст.), а через шесть часов повысило его до тропического шторма. Ближе к концу года Хестер к югу от Гуама стал тайфуном 5-й категории (по современной шкале ураганных ветров Саффира — Симпсона). На следующий день тайфун укрепился до 145 км/ч и стал быстро усиливаться по мере продвижения к северу от Каролинских островов. 30 декабря скорость ветра достигла 255 км/ч, затем 295 км/ч и Эстер начал поворачивать на северо-запад. Вскоре тайфун изогнулся на восток. 3 января Эстер ослабел до 175 км/ч, а через восемнадцать часов скорость ветра снизилась до 130 км/ч, затем, ускорившись, тайфун быстро ослаб. 4 января он превратился уже в тропический шторм, потом в депрессию и несколько часов спустя, центр предупреждения JTWC прекратил его отслеживать, а 6 января JMA прекратила отслеживать циклон к северо-востоку от острова Уэйк.

## Подготовка и воздействие
В ходе подготовки к шторму на Гуаме были открыты приюты, подземные убежища, больницы к 31 декабря были эвакуированы, все правительственные учреждения и предприятия были закрыты. Полицией были установлены дорожные заграждения, чтобы не пускать автомобили на дорогу. Был передан штормовой сигнал для Марианских островов. На Маршалловых островах атолл Эниветок подвергся значительному затоплению, а здания пострадали от ветра. Восемнадцать человек на острове получили ранения. На Гуаме единственными зарегистрированными повреждениями были уничтоженные посевы из-за волн и размытые дороги. Жертв не было.